# Stilling
Stilling is een plaats in de Deense regio Midden-Jutland, gemeente Skanderborg. De plaats telt 3782 inwoners (2008).